# Warvenchronologie
Die Warvenchronologie (auch Bändertondatierung oder Bändertonkalender, von schwedisch varvig lera (geschichteter Ton)) beruht auf der Auszählung schichtweiser Ablagerungen von Warven (Sedimenten) in Seen (limnische Sedimente), Mooren, Flüssen oder dem Meer (marine Sedimente), z. B. sogenannten Bändertonen. Falls es gelingt, die Auszählung anhand zusätzlicher Anhaltspunkte in einen absoluten Zeitrahmen einzuordnen, ergibt sich eine Angabe des Alters in Warvenjahren. Als Begründer der Warvenchronologie gilt der schwedische Geologe Gerard Jakob De Geer (1858–1943).

## Grundlagen
Im Jahreszeitverlauf lagern sich in einem Gewässer unterschiedliche Sedimente ab. Für einen von einem Gletscherbach gespeisten See bedeutet dies, dass sich im Frühjahr und Sommer bei einem durch Schneeschmelze und Schmelzwässern von Gletschern hohes Wasserangebot grobkörnige, helle und sandreiche Sedimente absetzen. Der Anteil feinkörniger, humoser Tone ist zu dieser Zeit gering, sie werden bei geringerem Wasserangebot als dunkle Schicht im Winter abgelagert (siehe Suspensionsfracht). In Seen, die keinen Gletscherbach als Zufluss haben, werden dagegen organogene und biologische Warven gebildet. In einem See ohne Abfluss evaporitische. Die saisonalen Änderungen in der Sedimentzufuhr führen dazu, dass Sommer- und Winterperioden als zwei unterscheidbare, dünne Lagen im Sediment erkennbar sind. Diese jährliche Ablagerung (jeweils zwei Schichten) wird Warve genannt, deren Mächtigkeit variieren kann.
Durch Auszählen der Warven kann ein Bänderton-Kalender aufgestellt werden, ähnlich wie bei der Dendrochronologie (Baumringkalender). Durch Überschneidung können Profile unterschiedlicher Regionen zusammengefügt werden. Mit dieser Methode gelang es dem schwedischen Baron Gerard Jakob De Geer bereits vor dem Ersten Weltkrieg, einen absoluten Kalender für Südschweden bis 10.000 v. Chr. aufzustellen. Einzelne Schichtenfolgen können inzwischen, wenn sie Kohlenstoff enthalten, mit der Radiokohlenstoffdatierung (14C-Methode) absolut datiert werden. Ferner ist es möglich, archäomagnetische Messungen an den Tonen durchzuführen, um diese absolut datieren zu können.
Für die Eifelregion gibt es eine Chronologie der letzten 23.000 (Meerfelder Maar, Holzmaar), für einen japanischen See für 45.000 und für den Lago Grande di Monticchio am Monte Vulture in Süditalien sogar für die letzten 76.000 Jahre. Die Warven des Vansees in der Türkei reichen 14.570 Jahre zurück.
Gewarvte Sedimente aus nordalpinen Kleinseen sind Archive, aus denen landwirtschaftliche Aktivitäten abgelesen werden.

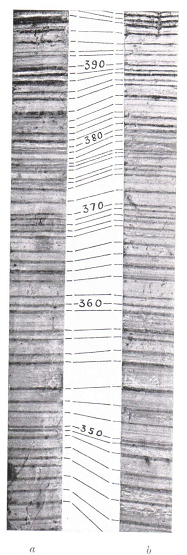
Vergleich zweier Warvensedimente №98 Messukylä (a) und №100 Tampere (b)

Bei den Warvenzählungen ist zu beachten, dass sich zumindest im deutschsprachigen Raum die Bezeichnung „Warvenjahre v. h.“ (vor heute, before present, BP) meist auf das Jahr 1950 bezieht.